# AIR (永井真理子のアルバム)
『AIR』（エア）は永井真理子13枚目のアルバム。

## 概要
自主レーベル設立後初アルバム。自主レーベルからシングルがリリースされないため全曲書き下ろし新曲。大半の楽曲がCoZZiとの夫婦による共同作業。

## 収録曲
- 全作詞：永井真理子、全作曲・全編曲：CoZZi（特記以外）

1. やさしい空気
2. 蒼のまま
3. 私の一日の真ん中で
4. 天国の島（作詞：遠藤響子）
5. ふたつの心
6. You Rock
7. 光に向かって
8. Tobujikandesu（作詞：CoZZi・永井真理子）
9. 風が吹く時（作詞：遠藤響子）
10. 私を救う薬
11. おやすみ